# Silveira marshalli
Silveira marshalli is een insect uit de familie van de Psychopsidae, die tot de orde netvleugeligen (Neuroptera) behoort. 
Silveira marshalli is voor het eerst wetenschappelijk beschreven door McLachlan in 1902.